# Unterseeboot 272
Le Unterseeboot 272 (ou U-272) est un sous-marin allemand (U-Boot) de type VII.C utilisé par la Kriegsmarine (marine de guerre allemande) pendant la Seconde Guerre mondiale.

## Historique
Mis en service le 12 novembre 1942, l'Unterseeboot 272 reçoit sa formation de base à Danzig au sein de la 8. Unterseebootsflottille.
Au cours d'un exercice, l'U-272 est coulé le 12 novembre 1942 près de Hel en Pologne à la position géographique de 54° 45′ N, 18° 50′ E après être entré en collision avec l'U-Boot U-634. Cet accident coûte la vie à vingt-neuf des quarante-huit membres d'équipage.

## Affectations successives
- 8. Unterseebootsflottille à Danzig du 7 octobre au 12 novembre 1942 (entrainement)

## Commandement
- Oberleutnant zur See Horst Hepp du 7 octobre au 12 novembre 1942

## Navires coulés
L'Unterseeboot 272 n'a participé à aucune patrouille de guerre durant sa courte vie, n'ayant jamais été opérationnel et n'a donc ni coulé, ni endommagé de navire ennemi.

### Source et bibliographie
- (en) Cet article est partiellement ou en totalité issu de l’article de Wikipédia en anglais intitulé « German submarine U-272 » (voir la liste des auteurs).
- Chris Bishop, historien militaire (trad. de l'anglais par Christian Muguet), Les sous-marins de la Kriegsmarine : 1939-1945 : le guide d'identification des sous-marins [« The spellmount submarine identification guide : Kriegsmarine U-boats 1939-1945 »], Paris, Éd. de Lodi, 2008, 192 p. (ISBN 978-2-84690-327-1, OCLC 470721805, BNF 41298980)